# Uithuizen vasútállomás
Uithuizen vasútállomás vasútállomás Hollandiában, Eemsmond községben, Uithuizen településen.

## Vasútvonalak
Az állomást az alábbi vasútvonalak érintik:
- Sauwerd–Roodeschool-vasútvonal

## Kapcsolódó állomások
A vasútállomáshoz az alábbi állomások vannak a legközelebb:
- Usquert vasútállomás
- Uithuizermeeden vasútállomás